# Alberto Dalcò
Alberto Dalcò (Traversetolo, 1902 – Traversetolo, 1963) è stato uno stilista italiano.

## Biografia
Dopo la Seconda guerra mondiale, incoraggiato dalla sorella Amabile, madre delle sorelle Fontana, si trasferisce a Roma per aprire un negozio con annesso laboratorio per calzature su misura. Insieme alle nipoti inizia una linea di scarpe e borse dal nome "Fontalcò", firma presente in una parte degli accessori per il corredo di Maria Pia di Savoia.
Tra le sue clienti famose sono da annoverare Gina Lollobrigida, Sophia Loren, Soraya, Ava Gardner, Linda Christian, Audrey Hepburn, Kim Novak, Farah Diba e Brigitte Bardot. Contribuì a diffondere la moda del tacco altissimo e a stiletto su cui si ergevano raffinatissime décolleté. Creò per Diana Vreeland pantofoline in pelle con coccarda in gros-grain.
Trentaquattro modelli Dal Cò, creati tra il 1954 e il 1960, sono esposti al Metropolitan Museum of Art di New York. Tra quelli storici, si ricorda la scarpa "Paparazzo", creata nel '53: una décolleté con un sottile tacco fornito di una rondella a piccole lamine, da usare contro l'invadenza dei fotografi.
Durante la sua carriera ha collaborato con numerose case di moda, tra cui le Sorelle Fontana, Sartoria Carosa, Sartoria Antonelli, Lancetti, Valentino, André Laug, Raffaella Curiel, Rocco Barocco, Carolina Herrera e Forquet.
Le sue creazioni sono state esposte negli anni Cinquanta al New York Fair of Italian Manufacturers, al Festival della Moda d'Estate svoltosi sul Lago di Como, a Campione di Italia e Haute Couture Italienne de plein air, in occasione della Seconda Esposizione Tessile Internazionale.

## Archivio
L'archivio Dal Cò calzature, dopo una serie di spostamenti delle sedi dell'attività, dal 1986 si trova nella sede attuale di via Vittoria. Nel fondo sono conservate fotografie, tra cui 11 fotografie autografate dal soprano Antonietta Stella e dalle attrici Sophia Loren, Silvana Pampanini, ritagli di articoli dagli anni Sessanta ai giorni nostri, disegni firmati da Alberto Dalcò e dalla figlia Nives, qualche disegno di Renato Balestra, Andrè Laug e Valentino, cartamodelli di scarpe e borse e una collezione di manufatti dal 1954 al 1985.